# Champcerie
Champcerie település Franciaországban, Orne megyében. Lakosainak száma 177 fő (2022. január 1.). Champcerie Bazoches-au-Houlme, Giel-Courteilles, Habloville, Neuvy-au-Houlme és Putanges-le-Lac községekkel határos.

## Népesség
A település népességének változása:
| Lakosok száma | 143  | 155  | 162  | 160  | 165  | 170  | 175  | 176  | 177  |
|               | 2013 | 2015 | 2016 | 2017 | 2018 | 2019 | 2020 | 2021 | 2022 |